# Vasterival
Le Vasterival ist ein botanischer Garten in der Gemeinde Sainte-Marguerite-sur-Mer im Département Seine-Maritime in der Normandie.
Der Garten umfasst eine Fläche von 9 Hektar und befindet sich in Privatbesitz. Angelegt wurde der Park ab 1957 von der rumänisch-moldawischen Prinzessin Greta (Margareta) Sturdza, geborene Kvaal (Oslo 1. April 1915 – Varangéville, Meurthe-et-Moselle 29. November 2009), der Vize-Präsidentin der Royal Horticultural Society.
Der Garten um das frühere Haus des Komponisten Albert Roussel wurde zum Park umgestaltet und ist für Besuchergruppen zugänglich.